# Тверская энергосбытовая компания
Открытое акционерное общество «Тверьэнергосбыт» — энергетическая компания Тверской области, крупнейшая энергосбытовая организация региона.

## О компании
Полное название — Открытое акционерное общество «Тверьэнергосбыт», сокращённое — ОАО «Тверьэнергосбыт».
Штаб-квартира компании находится в г.Тверь по адресу — Петербургское шоссе, д. 2.
Компания зарегистрирована в Заволжском районе.
Компания создана для реализации электроэнергии потребителям на территории Тверской области.
Компания образована в 2004 году путём выделения из ОАО «Тверьэнерго», зарегистрирована в 2005 году, имеет статус субъекта оптового рынка.

## История
Создана в результате реорганизации ОАО «Тверьэнерго» в форме выделения и зарегистрирована в качестве юридического лица 11 января 2005 года.

## Собственники и руководство
- Генеральный директор ОАО — Поляк Павел Петрович.
- Заместитель генерального директора по сбыту энергии — Самсонов Сергей Геннадьевич.
- Заместитель генерального директора по правовым вопросам — Воробьев Алексей Владимирович.
- Заместитель генерального директора по экономике и финансам — Буквин Михаил Сергеевич.
- Заместитель генерального директора по безопасности — Чуркин Вадим Иванович.

Совет директоров состоит из 9 директоров, из которых 5 являются представителями ТГК-2 и ещё по 2 — представителями РАО «ЕЭС России» и Просперити Кэпитал Менеджмент (РФ) Лтд.
Уставный капитал ОАО «Тверьэнергосбыт» составляет 23 075 700 руб., он разделен на 346 136 000 обыкновенных акций и 115 378 000 привилегированных. Номинальная стоимость всех акций составляет 0,05 рубля.
226 142 000 обыкновенных акций принадлежит РАО «ЕЭС», что составляет 65,33 % обыкновенных акций или 49 % от всего уставного капитал (включая привилегированные акции), акции находятся в доверительном управлении у ТГК-2.
РАО «ЕЭС» объявило о продаже принадлежащего ему пакета акций на аукционе, который состоится 19 сентября 2007 года.